# 3 (число)
Три пренасочва насам.  За филма на Александър Петрович вижте Три (филм).
Вижте пояснителната страница за други значения на 3.
Три е естествено число, предхождано от две и следвано от четири. С арабски цифри се изписва 3, с римски – III, а по гръцката бройна система – Γʹ.

## Математика
- 3 е второто нечетно число.
- 3 е второто просто число (след 2) и първото нечетно такова.
- 3 е пермутационно просто число.
- 2 и 3 са единствените последователни прости числа.
- 3 е единственото просто число, по-малко с 1 от точен квадрат.
- 3 е число на Фибоначи.
- 3 е първото и най-малко число, който може да се коренува с отрицателно число.
- 3 е второто триъгълно число (T2 = 1+2 = 3).
- 3 е третото безквадратно число (след 1 и 2).
- 3 е първото число на Ферма ({\displaystyle F_{0}=2^{2^{0}}+1=2^{1}+1=3}).
- 3 е първото мерсеново просто число (M2 = 2²-1 = 3).
- 3 и 5 е първата двойка прости числа близнаци.
- 3 е сбор от първите два положителни факториела (1!+2! = 3).
- Дадено число се дели без остатък на 3, ако сборът от съставящите го цифри се дели на 3.
- Многоъгълник с 3 страни (и ъгли) се нарича триъгълник; сумата от вътрешните му ъгли е 180°.
- 3 точки, нележащи на една права, образуват равнина.
- Единственото цяло число между e и π.
- Тригонометрия – отдел от геометрията, който се занимава със страните и ъглите на триъгълника.
- 3 е най-малкото естествено число, чиято реципрочна стойност е периодична дроб – 1/3 = 0,(3). Също и единственото едноцифрено число, периодът на чиято реципрочна стойност е съставен изцяло от същата цифра.
- 1/3 се нарича една трета или третина.

## Друго
- 3 е атомният номер на химичния елемент литий.
- Третият ден от седмицата е сряда според ISO 8601.
- Третият месец на годината е март.
- Земята е третата планета в Слънчевата система.
- Ми е третата нота от гамата до мажор.
- Пространството има три основни измерения, затова се нарича тримерно пространство.
- Голяма част от националните знамена са от три цвята – т.нар. трикольор, включително и на България.
- Най-разпространената многофазна електрическа система е трифазната.
- Трио – музикална група от трима души и произведение за 3 инструмента.
- Трилогия, триптих – произведение на един автор, което се състои от три самостоятелни, но свързани с обща идея части.
- Триумвират – управление, съюз на трима души.
- Триплекс – нещо съставено от три пласта, например челното автомобилно стъкло.
- Тригуна – сладкиш с триъгълна форма.
- Карта за игра трефа (спатия, трилистник).
- Тримаран – вид катамаран с 3 корпуса.
- Триколка – превозно средство с три колелета.
- Тринога, триножник, трипод – вид статив с 3 крака.
- Тризъбец – хладно оръжие с 3 зъба.
- Многоточието е от 3 точки.
- Света троица – символ на Триединството.
- 3 са основните закони на класическата механика, т.нар. закони на Нютон.
- Има 3 закона на роботиката.
- 3 са основните римски, гръцки и индийски богове.
- Има 3 университетски титли: бакалавър, магистър и доктор.
- ASCII кодът на числото, обърнат в HEX, е 33.
- Триспонтов карамбол – вид игра на билярд с 3 топки.
- Три скъпоценности са трите неща, в които будистите намират убежище (Буда, Дарма и Санга).
- Три белега на съществуването според будизма са характеристиките, споделяни от всички съзнателни същества (непостоянство, страдание и безсубектност).